# Wolf Magin
Wolf Magin (* 21. September 1927 in Mutterstadt; † 15. Mai 2009 in Mannheim) war ein deutscher Grafiker und Maler.

## Biografie
1951–56 belegte er ein Studium an der freien Akademie Mannheim. Im Jahre 1957 war er Dozent für Grafik-Design an der Freien Akademie Mannheim. 1967 wurde er Leiter des Fachbereichs Grafik-Design an der Werkkunstschule Mannheim. 1968 wechselte er in die Schulleitung. 1974 erhielt er eine Stelle als Dozent für Grafik-Design an der FHG Mannheim. 1975 schuf er die Experimenta litera. 1986 bekam er eine Bronzemedaille bei der 12. Intern. Plakat-Biennale, Brünn, CSSR. 1988 folgte eine Ernennung zum Professor. Von 1991 bis 2009 beschäftigte er sich mit Malerei.
Die Malerei gliedert sich in folgende Themengebiete auf: Landschaften, Nachtbilder, Wegweiser, Spiegelungen, Strandläufer, unterwegs.

## Veröffentlichungen (Plakate)
- 1957/58, 1958/59, 1960/61, 1961/62, 1962/63, 1964/65, 1967/68, 1969/70: „International Poster Annual“ (Schweiz)
- 1967/68: „Graphis Annual“ (Schweiz)
- 1968: „Graphis“ (Schweiz)
- 1958 und 1966: „Gebrauchspraphik“
- 1970: Katalog der 4. Internationalen Biennale für Grafik-Design in Brünn, CSSR
- 1973: „Modern Publicity“ (London)
- 1974: Katalog der 6. Internationalen Biennale für Grafik-Design in Brünn, Tschechische Republik (damals CSSR)

## Ausstellungen (Plakate)
- 1959: Plakatausstellung in Mannheim
- 1962: vertreten auf der Repräsentativausstellung „Deutsche Gebrauchsgrafik nach 1945“ in Berlin
- 1965: Plakatausstellung in Toulon, Frankreich
- 1974: 4. Internationale Biennale für Grafik-Design in Brünn, CSSR
- 1970: vertreten auf der Plakatausstellung „Theaterplakate“ in der Triton Galerie, New York
- 1974: 6. Internationale Biennale für Grafik-Design in Brünn, CSSR
- 1974: Klingspormuseum Offenbach „Experimenta litera“
- 1975: Städt. Kunstsammlungen Ludwigshafen am Rhein „Experimenta Litera“
- 2001: Xiling-Museum in Hang Zhou, China mit „Experimenta Litera“

## Ausstellungen (Malerei) – Auswahl
- 2004: Klinikum Ludwigshafen
- 2008: Klinikum Mannheim

## Plakate in Besitz folgender Museen und Galerien (Auswahl)
- Staatl. Museen preuß. Kulturbesitz der Kunstbibliothek Berlin
- the Library of Congress, Washington
- the Triton-Galerie, New York
- Muzeum Narodowe, Warschau
- Mährische Galerie, Brünn, CSSR